# Mohamed Aoun Seghir
 (mars 2021).
Si vous disposez d'ouvrages ou d'articles de référence ou si vous connaissez des sites web de qualité traitant du thème abordé ici, merci de compléter l'article en donnant les références utiles à sa vérifiabilité et en les liant à la section « Notes et références ».
Pour les articles homonymes, voir Seghir.
Mohamed Aoun Seghir (en arabe : محمد عون الصغير) est un footballeur algérien né le 27 août 1983 à Blida. Il évoluait au poste de milieu de terrain.

## Biographie
Mohamed Aoun Seghir évoluait en première division algérienne avec les clubs de l'USM Blida et au CR Belouizdad. Il dispute 73 matchs en inscrivant un but.

## Palmarès
USM Blida
- Championnat d'Algérie :
  - Vice-champion : 2002-03.